# Fusinus turris
Fusinus turris là một loài ốc biển, là động vật thân mềm chân bụng sống ở biển trong họ Fasciolariidae.